# Ideopsis tragasa
Ideopsis tragasa är en fjärilsart som beskrevs av Hans Fruhstorfer 1910. Ideopsis tragasa ingår i släktet Ideopsis och familjen praktfjärilar. Inga underarter finns listade i Catalogue of Life.